# Bianca Del Rio
Roy Haylock (Nueva Orleans, Luisiana; 27 de junio de 1975) más conocido por su nombre artístico Bianca Del Rio, es una drag queen, comediante y diseñadora de moda estadounidense. Tiene un papel fijo destacado en las escenas de club de la ciudad de Nueva York, trabajando habitualmente con Lady Bunny, y se ha dado a conocer por ganar en la sexta temporada de RuPaul's Drag Race. Protagonizó la película Hurricane Bianca.

## Biografía
Haylock creció en Gretna, Luisiana. Es descendiente de cubanos y hondureños y es el cuarto de cinco hijos. Empezó actuando y diseñando trajes para obras de teatro de su escuela, la West Jefferson High School. Después de la secundaria, Haylock se mudó a Nueva York y trabajó en una tienda Bloomingdale's durante nueve meses, pero después regresó a Luisiana.

## Carrera
Haylock ha trabajado principalmente como diseñador de vestuario. En 1993, ganó un Big Easy Entertainment Award como Mejor Diseño de Vestuario para Snow Queen a la edad de 17 años. Ha sido nominado para 13 Big Easy Entertainment Awards por diseño de vestuario, ganando seis. Haylock también ha hecho trajes para la Ópera de Nueva Orleans.
En Nueva Orleans, Haylock comenzó a actuar como artista drag queen en 1996 en la obra Pageant. La drag queen local Lisa Beaumann la vio en dicha obra y la reclutó para los shows del club nocturno Oz. Haylock ganó el concurso New Orleans Gay Entertainer of the Year durante tres años como la drag queen Bianca Del Rio.
En 2001, Bianca Del Rio fue seleccionada como co-maestra de ceremonias, junto a Pat "Estelle" Ritter y Rick Thomas para la edición XXIX del Southern Decadence, un evento de la comunidad LGBT de New Orleans de seis días durante el fin de semana previo al Labor Day.
Tras los sucesos provocados por el Huracán Katrina, Haylock se mudó a Nueva York y trabajó como vestuarista para espectáculos de ballet y ópera, después de haber trabajado para el taller de la diseñadora inglesa Barbara Matera. También actuó como su personaje drag Bianca Del Rio, incluyendo shows de cabaret junto a Lady Bunny en el XL Nightclub. Los eventos notables incluyeron un homenaje humorístico a la mediática Patricia Krentcil, más conocido como "Tan mom".
Haylock actuó en la primera producción regional de Rent (después de su primer cierre de Broadway) en el Teatro Le Petit de Nueva Orleans, interpretando el papel de Angel junto a Christopher Bentivegna como Collins.
Del Rio apareció en la serie web Queens of Drag: NYC de gay.com en 2010. La serie presentaba a varias drag queens de la escena neoyorquina, como Dallas DuBois, Hedda Lettuce, Lady Bunny, Mimi Imfurst , Peppermint y Sherry Vine. En 2011, Del Rio apareció en One Night Stand Up: Dragtastic! NYC de Logo TV. El episodio fue filmado en vivo en el Bowery Ballroom y fue presentado por Pandora Boxx.
Apareció en la portada del número de verano de 2012 de Next Magazine. Del Rio apareció en el programa de variedades She's Living for This, presentado por Sherry Vine, en 2012.

### RuPaul's Drag Race
En diciembre de 2013, Logo anunció que Bianca Del Río estaba entre las 14 drag queens que competirían en la sexta temporada de RuPaul's Drag Race. Rápidamente se convirtió en la favorita entre los concursantes, destacando por su talento como modista y por su humor ácido, llegando finalmente a ser finalista. El 19 de mayo de 2014, Del Río se coronó como la ganadora de esta temporada, superando a Adore Delano y Courtney Act. Fue la segunda ganadora y cuarta concursante en llegar a la final sin tener que realizar un lipsync, y es la primera concursante en la historia de la serie en superar toda la competencia sin haber estado entre las últimas posiciones durante las pruebas. Del Rio es también la primera ganadora hispana en RuPaul's Drag Race.

### Hurricane Bianca
En 2013, se anunció que Bianca sería la protagonista de la película independiente Hurricane Bianca, una comedia que denuncia la discriminación a los profesores LGBT, escrita y dirigida por Matt Kugelman. Se creó una campaña de financiación por micromecenazgo en Indiegogo y fue patrocinada por Fractured Atlas, una organización de servicios artísticos sin fines de lucro en Nueva York; la campaña recaudó más de US$ 30,000. La película cuenta con las actuaciones de Rachel Dratch, Alan Cumming, Margaret Cho y drag queens como RuPaul, Willam Belli, Shangela y Alyssa Edwards. Fue estrenada el 3 de junio de 2016 en el Inside Out LGBT Film Festival de Toronto. En septiembre de 2016 fue lanzada en formato DVD y en VOD.
La secuela, Hurricane Bianca 2: From Russia With Hate, estuvo anunciada para mayo de 2018. Se estrenó en cines del emblemático barrio Castro de San Francisco y en Nueva York.

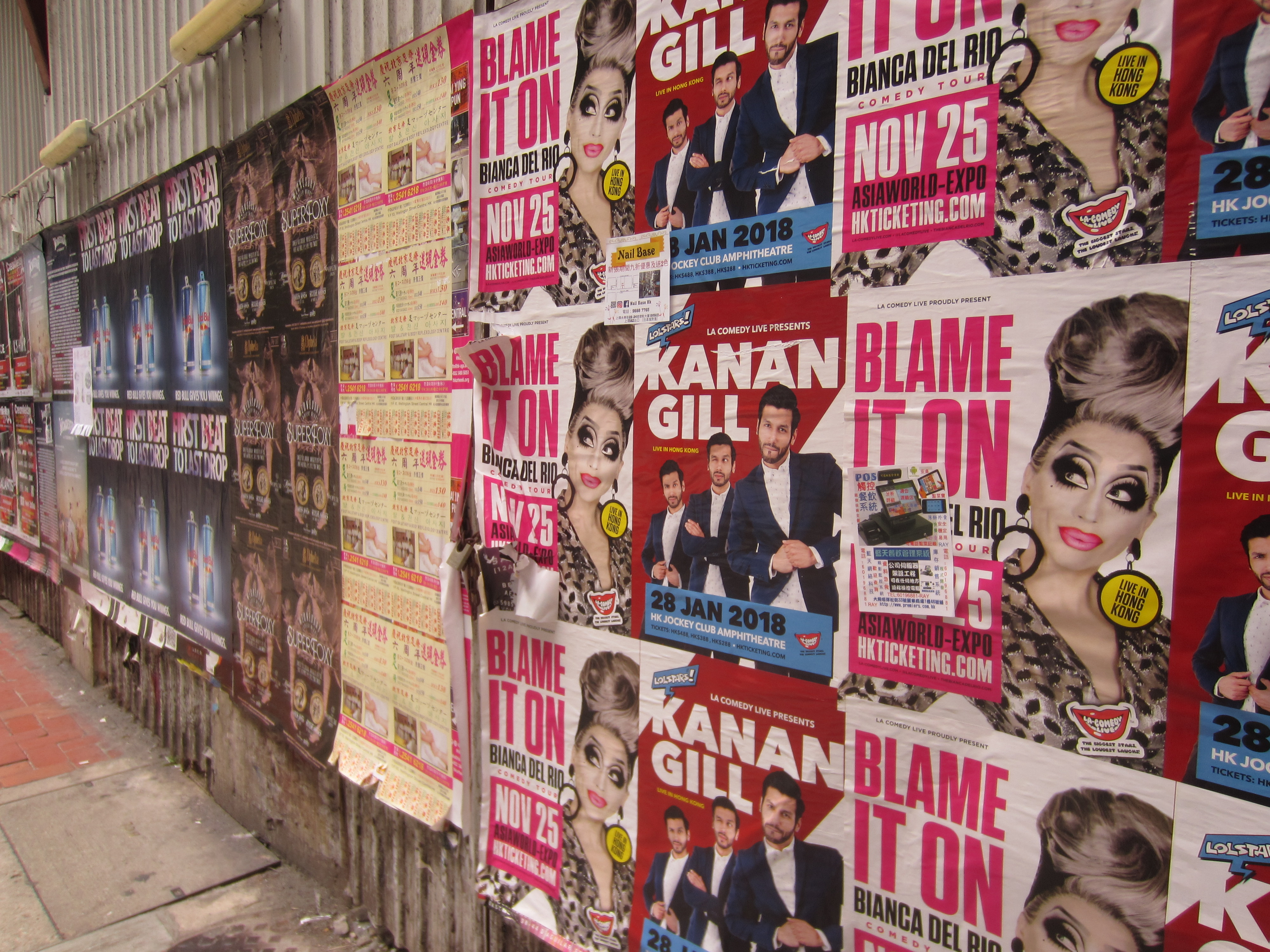
Carteles anunciando el show Blame It On en Hong Kong (2017)

Tras su éxito en Drag Race, Del Rio ha escrito y realizado varios shows, incluyendo The Rolodex of Hate (2014), Not Today Satan (2015–16), Blame It On Bianca Del Rio Comedy Tour (2017–2018). e It’s Jester Joke (2019)

## Filmografía

### Películas
| Año  | Título                                    | Papel                                         | Notas                  | Ref.   |
| ---- | ----------------------------------------- | --------------------------------------------- | ---------------------- | ------ |
| 2000 | Cypress Edge                              |                                               | Asistente de vestuario |        |
| 2010 | The Sons of Tennessee Williams            | Bianca Del Rio                                | Documental             |        |
| 2011 | National Lampoon's Dirty Movie            | Bianca Del Rio                                |                        |        |
| 2015 | This Is Drag                              | Bianca Del Rio                                | Documental             |        |
| 2016 | Dragged                                   | Bianca Del Rio                                | Documental             |        |
| 2016 | The Panzi Invasion                        | Bianca Del Rio                                | Documental             |        |
| 2016 | Hurricane Bianca                          | Prof. Richard Martinez / Prof. Bianca Del Rio |                        | [ 36 ] |
| 2018 | Hurricane Bianca 2: From Russia with Hate | Prof. Richard Martinez / Prof. Bianca Del Rio |                        |        |

### Televisión
| Año       | Título                           | Notas | Ref.   |
| --------- | -------------------------------- | --- | ------ |
| 2002      | MTV Mardi Gras                   | Especial para TV |        |
| 2011      | One Night Stand Up               | Episodio 10: Dragtastic NYC |        |
| 2011      | Threesome                        | Temporada 1, Episodio 3 Temporada 1, Episodio 4 Temporada 1, Episodio 14 Temporada 1, Episodio 15                                 | [ 37 ] |
| 2012–2013 | She's Living for This            | Temporada 1, Episodio 5: "The Bianca Del Rio Episode" Temporada 2, Episodio 4                                                     | [ 38 ] |
| 2014      | RuPaul's Drag Race: Temporada 6  | 14 episodios, Ganadora |        |
| 2015      | RuPaul's Drag Race: Temporada 7  | Episodio 7: "Snatch Game" Episodio 13: "Countdown To The Crown" Episodio 14: "Grand Finale"                                       |        |
| 2015      | Big Brother's Bit on the Side    | Celebrity panelist for the show on 17 de septiembre de 2015                                                                       | [ 39 ] |
| 2016      | RuPaul's Drag Race: Temporada 8  | Episodio 9: "The Realness" |        |
| 2016      | Bianca's Rolodex of Hate         | 60-minute special of Bianca doing stand-up comedy, aired 9 de mayo de 2016 on Logo TV. The special was recorded in Austin, Texas. |        |
| 2016      | RuPaul's Drag Race: All Stars    | |        |
| 2018      | RuPaul's Drag Race: Temporada 10 | Episodio 07 Special Guest preview "Snatch Game"                                                                                   |        |

### Web series
| Año  | Título              | Papel          | Notas                             | Ref.   |
| ---- | ------------------- | -------------- | --------------------------------- | ------ |
| 2010 | Queens of Drag: NYC | Bianca Del Rio | Producido por gay.com             |        |
| 2013 | Kings of New York   | Él mismo       | Producido por Lucas Entertainment | [ 40 ] |
| 2014 | Really Queen?       | Bianca Del Rio | Producido por WOW Presents        |        |
| 2016 | Not today Bianca    | Bianca Del Rio | Producido por WOW Presents        |        |

## Teatro
| Año  | Título                                   | Papel                                      | Teatro                          | Ref.   |
| ---- | ---------------------------------------- | ------------------------------------------ | ------------------------------- | ------ |
| 1998 | Psycho Beach Party                       | Marvel Ann                                 | True Brew Theatre               | [ 41 ] |
| 1998 | At the Club Toot Sweet on Bourbon Street | Cooch Deville                              | Southern Rep Theatre            | [ 42 ] |
| 1998 | ...And the Ball and All                  | Ernesto                                    | North Star Theatre              | [ 42 ] |
| 1999 | ...And the Ball and All                  | Ernesto                                    | Southern Rep Theatre            |        |
| 2002 | Cabaret                                  | Emcee                                      | Le Petit Theatre du Vieux Carre | [ 42 ] |
| 2003 | Bianca's Remote Out of Control           | Various roles                              | Le Chat Noir                    | [ 43 ] |
| 2003 | Hollywood Heaven                         | Various roles                              | Le Chat Noir                    | [ 44 ] |
| 2004 | Grease                                   | Vince Fontaine                             | Le Petit Theatre du Vieux Carre | [ 42 ] |
| 2004 | Murder at Movary Manor                   | Daphne                                     | Marigny Theatre                 | [ 42 ] |
| 2004 | The Bad Seed                             | Hortense Daigle                            | Le Chat Noir                    | [ 42 ] |
| 2005 | At the Club Toot Sweet on Bourbon Street | Cooch Deville                              | Le Petit Theatre du Vieux Carre | [ 42 ] |
| 2005 | Pageant                                  | Miss Industrial Northeast/Tawny-Jo Johnson | Le Petit Theatre du Vieux Carre | [ 42 ] |
| 2008 | Cabaret                                  | Emcee                                      | Le Petit Theatre du Vieux Carre | [ 42 ] |
| 2008 | Rent                                     | Angel Dumott Schunard                      | Le Petit Theatre du Vieux Carre | [ 42 ] |
| 2010 | She'll Be Dying                          |                                            | Bowery Poetry Club              | [ 45 ] |
| 2010 | Mayo on Your Breakfast at Tiffany's      |                                            | Bowery Poetry Club              | [ 46 ] |

| Predecesora: Jinkx Monsoon | Ganadora de RuPaul's Drag Race 2014 | Sucesora: Violet Chachki |